# كأس السوبر الإفريقي 2016
كأس السوبر الأفريقي 2016 (رسميا أورانج كأس السوبر الأفريقي 2016) هي النسخة الرابعة والعشرين من مسابقة كأس السوبر الأفريقي، وهي مباراة سنوية تجمع بين الفائز بدوري أبطال أفريقيا و الفائز بكأس الاتحاد الكونفدرالي الأفريقي لكرة القدم.
لعبت المباراة بين فريق تي بي مازيمبي من جمهورية الكونغو الديمقراطية الفائز بدوري أبطال أفريقيا 2015، وفريق النجم الرياضي الساحلي التونسي الفائز بكأس الكونفدرالية الأفريقية لكرة القدم 2015. اقيمت المباراة في ملعب تي بي مازيمبي في لوبومباشي يوم 20 فبراير 2016.
فاز فريق تي بي مازيمبي على النجم الرياضي الساحلي بنتيجة 2-1 ليحرز بذلك لقب كأس السوبر الأفريقي للمرة الثالثة في تاريخه. حصل الفائز على 75 ألف دولار أمريكي وحصل الوصيف على 50 ألف دولار أمريكي.

## الفرق
| الفريق                | التأهل                                         | مشاركات سابقة          |
| --------------------- | ---------------------------------------------- | ---------------------- |
| تي بي مازيمبي         | بطل دوري أبطال أفريقيا 2015                    | 2010، 2011             |
| النجم الرياضي الساحلي | بطل كأس الكونفدرالية الأفريقية لكرة القدم 2015 | 1998، 2004، 2007، 2008 |

## المباراة
| تي بي مازيمبي             | 1-2     | النجم الرياضي الساحلي |
| ------------------------- | ------- | --------------------- |
| دانييل ني أدجي 19'، 45+1' | التقرير | إيهاب مساكني 45+2'    |